# 노유정
노유정(1964년 11월 30일 ~ )은 대한민국의 희극 배우이자 방송인이다.

## 데뷔
- 1986년 MBC 특채 개그우먼

## 학력
- 중앙대학교 연극영화과 졸업

## 가족 관계
- 이혼자 : 이영범 (1961년 10월 20일 ~ )
  - 아들 : 이성찬
  - 딸 : 이채린

## 방송
- 1984년 MBC 《청춘행진곡》
- 1988년 MBC 《일요일 밤의 대행진》
- 1995년 SBS 《LA 아리랑》
- 2005년 KBS2 《641 가족》 ... 박미현 역
- 2009년 KBS2 《리빙쇼 당신의 여섯시》
- 2014년 KBS2 《마법천자문》 ... 백현미 역
- 2017년 KBS1 《아침마당》